# ズグロハゲコウ
ズグロハゲコウ（頭黒禿鸛、学名：Jabiru mycteria）は、コウノトリ目コウノトリ科に分類される鳥類の一種。別名ズグロコウ。ズグロハゲコウ属は本種のみが分類される単型属である。英名にもなっている「Jabiru」はトゥピ・グアラニー語で「腫れた首」を意味する。

## 分類と名称
1819年にマルティン・ハインリヒ・リヒテンシュタインによって記載された。「Jabiru」という名は他の鳥にも使われており、オーストラリアのセイタカコウとサブサハラアフリカのクラハシコウはこう呼ばれることがある。アラン・ガーディナーのヒエログリフにおけるG29はクラハシコウを描いたものと考えられており、記号表では「Jabiru」と表記されることがある。Ephippiorhynchus はズグロハゲコウに最も近い現生種であると考えられており、この種が旧世界に起源を持つことを示している。
ブラジルで発見された後期更新世の化石属であるProciconia は、実際にはズグロハゲコウ属に分類される可能性がある。ズグロハゲコウ属の化石種は、ベネズエラのウルマコ近郊にあるザンクリアンの地層から発見され、Jabiru codorensis と命名された。
ポルトガル語では「tuiuiu」、「tuim-de-papo-vermelho （マットグロッソ州での呼び名、意味は「赤い首のtuim」）」、「cauauá（アマゾン盆地での呼び名）」と呼ばれる。「jabiru」という名前はアメリカトキコウにも使用されている。

## 分布
メキシコからアルゼンチンまでのアンデス山脈より西側を除くアメリカ大陸に分布する。アメリカ合衆国に迷鳥として現れることもあり、通常はテキサス州で、またミシシッピ州、オクラホマ州、ルイジアナ州でも目撃されている。ブラジルのパンタナールとパラグアイのグランチャコ東部で最もよく見られる。

## 形態
南アメリカと中央アメリカの飛ぶ鳥の中では最も背が高く、はるかに重い飛べない鳥であるレアとほぼ同じ高さになることが多い。大陸全体で見ると、翼開長はアンデスコンドルに次いで2番目に大きい（ただし南アメリカ大陸の南岸には時折本種より大きなワタリアホウドリ属が飛来する。）。成鳥は全長120-140cm、翼開長2.3-2.8m、体重4.3-9kgである。性的二形が大きく、おそらくコウノトリ類では最大で、雄は雌より約25%大きい。雄の体重は平均6.89kgで、雌は平均5.22kgである。大型の雄では体高1.53mに達することもある。嘴長は25-35cmで、黒く幅広の嘴はわずかに上向きで、先端は鋭く尖っている。尾長は20-25cm、跗蹠長は28.5-39cm、翼弦長は58.5-73cmである。羽毛は大部分が白色だが、頭部と首の上部は羽毛が無く黒色の肌が露出しており、首の基部は赤く、伸縮性がある。雌雄は外見が似ているが、雄の方が大型であるため、両性が一緒にいると目立つ。地上では不格好に見えるかもしれないが、力強く優雅に飛ぶ鳥である。

## 生態

### 生活と食性
川や池の近くに大きな群れで生息し、カエル、魚、ヘビ、カタツムリ、昆虫、その他の無脊椎動物を食べる。乾期に死んだ魚など、新鮮であれば死肉も食べるため、孤立した水域の水質維持に役立つ。群れで餌を食べ、通常は浅瀬を歩いて餌を探す。視覚よりも触覚で獲物を探知しており、嘴を水面に対して45度の角度で開いて移動する。獲物に触れると、嘴を閉じて水から引き上げ、頭を後ろに倒して飲み込む。通常は8-20cmの魚を捕食するが、500g以上の大きな魚や80cmのウナギも捕食されることがある。日和見的な捕食者であり、農業地帯でハツカネズミの個体数が爆発的に増加した際には、普段は大群で見られることの少ないズグロハゲコウ数百羽がネズミを餌にしているのが観察された。小型のコウノトリであるアメリカトキコウとエンビコウに労働寄生をしようとする姿も稀に観察されている。

### 繁殖と成長

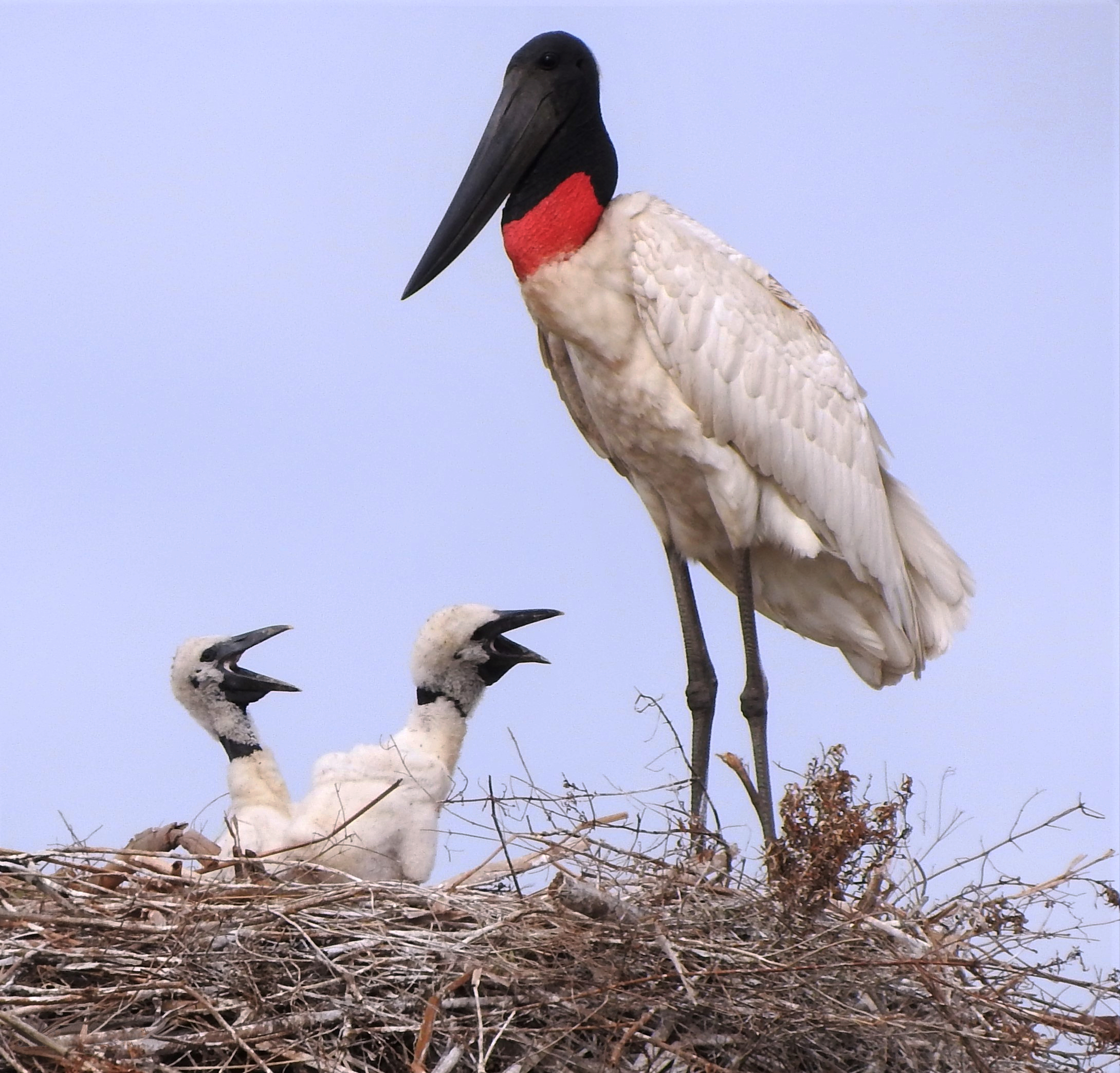
巣と雛

巣はつがいで作られ、繰り返し使用される。他の多くのコウノトリと異なり、繁殖期以外もつがいでいることが多いため、生涯にわたる絆があると推測される。巣は両親が8-9月に背の高い木の上に作り、毎年拡大し、直径数mにもなる。幅よりも深さの大きいことが多く、最大で幅は1m、深さは1.8mになる。6個の巣が至近距離に作られることもあり、サギなど他の鳥の巣の間に作られることもある。両親は交代で2-5個の白い卵を温め、繁殖期には他のコウノトリに対して通常よりも縄張り意識が強くなる。アライグマや同種を含む他のコウノトリはズグロハゲコウの卵を時折捕食するが、捕食者のほとんどは巨大な嘴を持つ成鳥を避けるようで、健康な成鳥を捕食する生物は知られていない。幼鳥は生後約110日で巣立つが、その後約3ヶ月間、親鳥の世話を受けることが多い。抱卵期間が長いため、毎年繁殖することは難しく、二年連続で繁殖をするつがいは半分以下である。さらには二年連続繁殖に成功するつがいはわずか25％である。平均寿命は36年である。染色体数は2n = 56である。

## 人との関わり
広範囲に分布しているが、どの地域でも数が多いわけではない。IUCNのレッドリストでは低危険種とされており、1988年時点の近危急種という評価からは改善された。ベリーズでは1973年以来保護の対象となっており、同地域での個体数は徐々に増加している。米国では渡り鳥を保護する法律の対象となっている。

## 画像

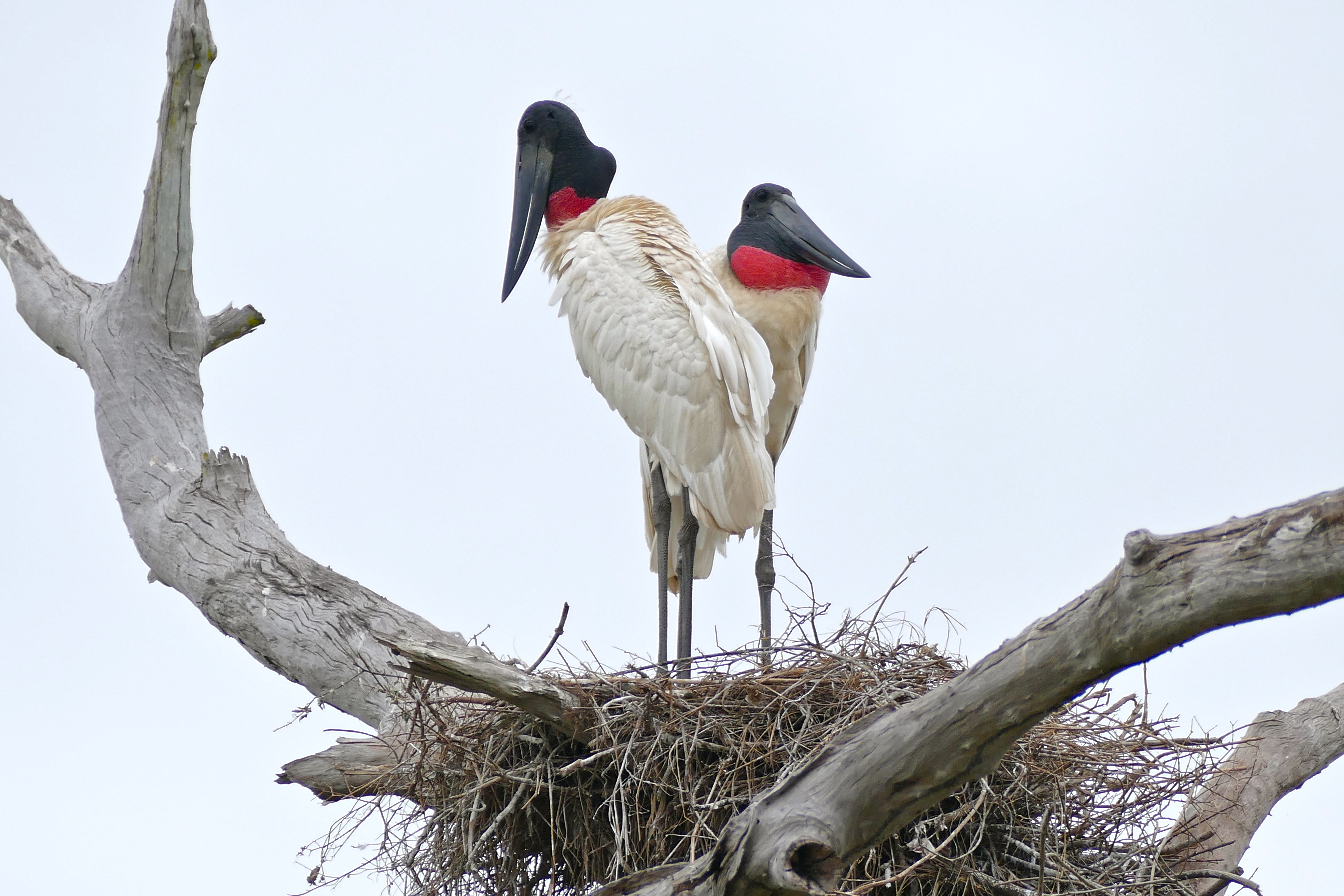
巣とつがい
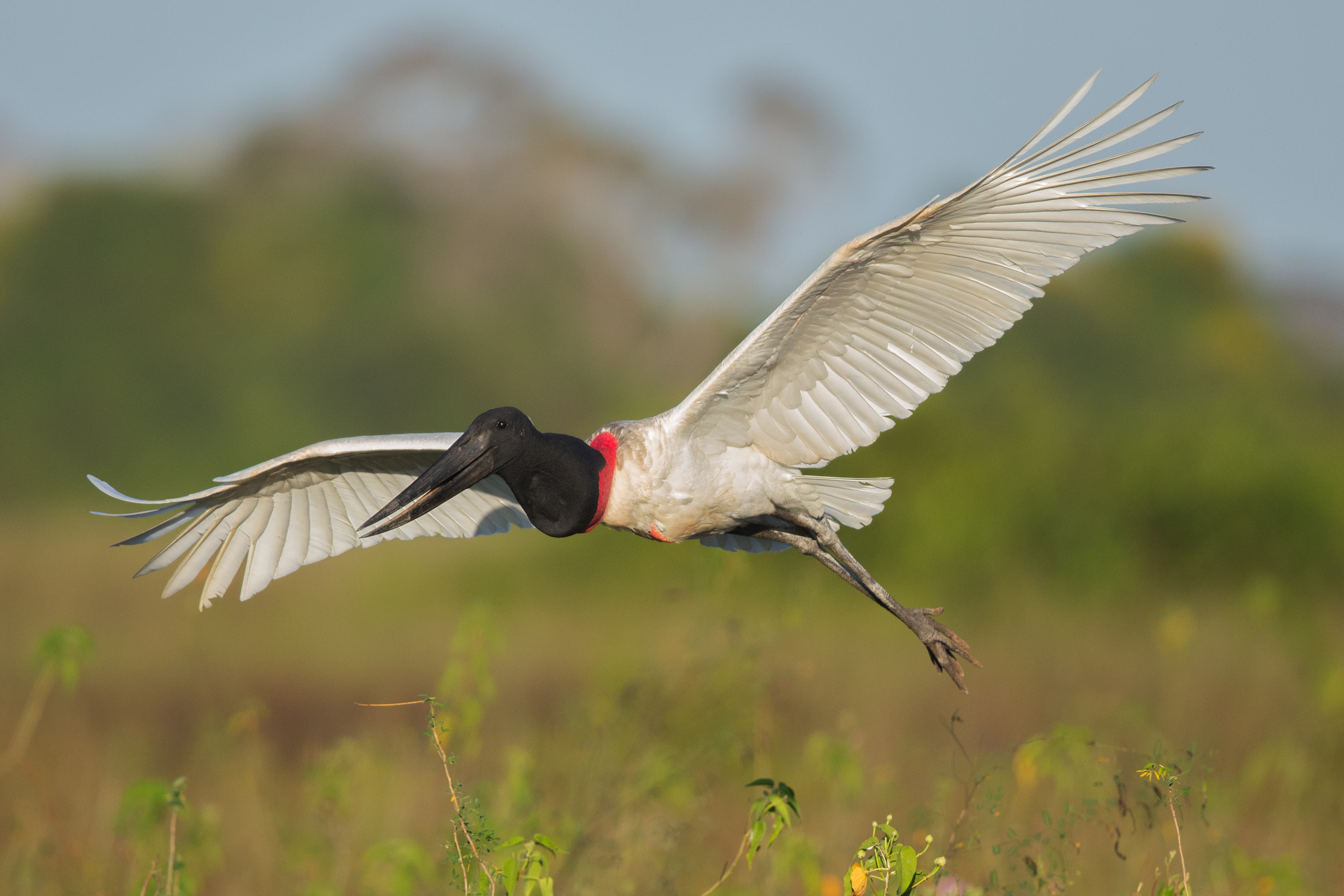
飛翔
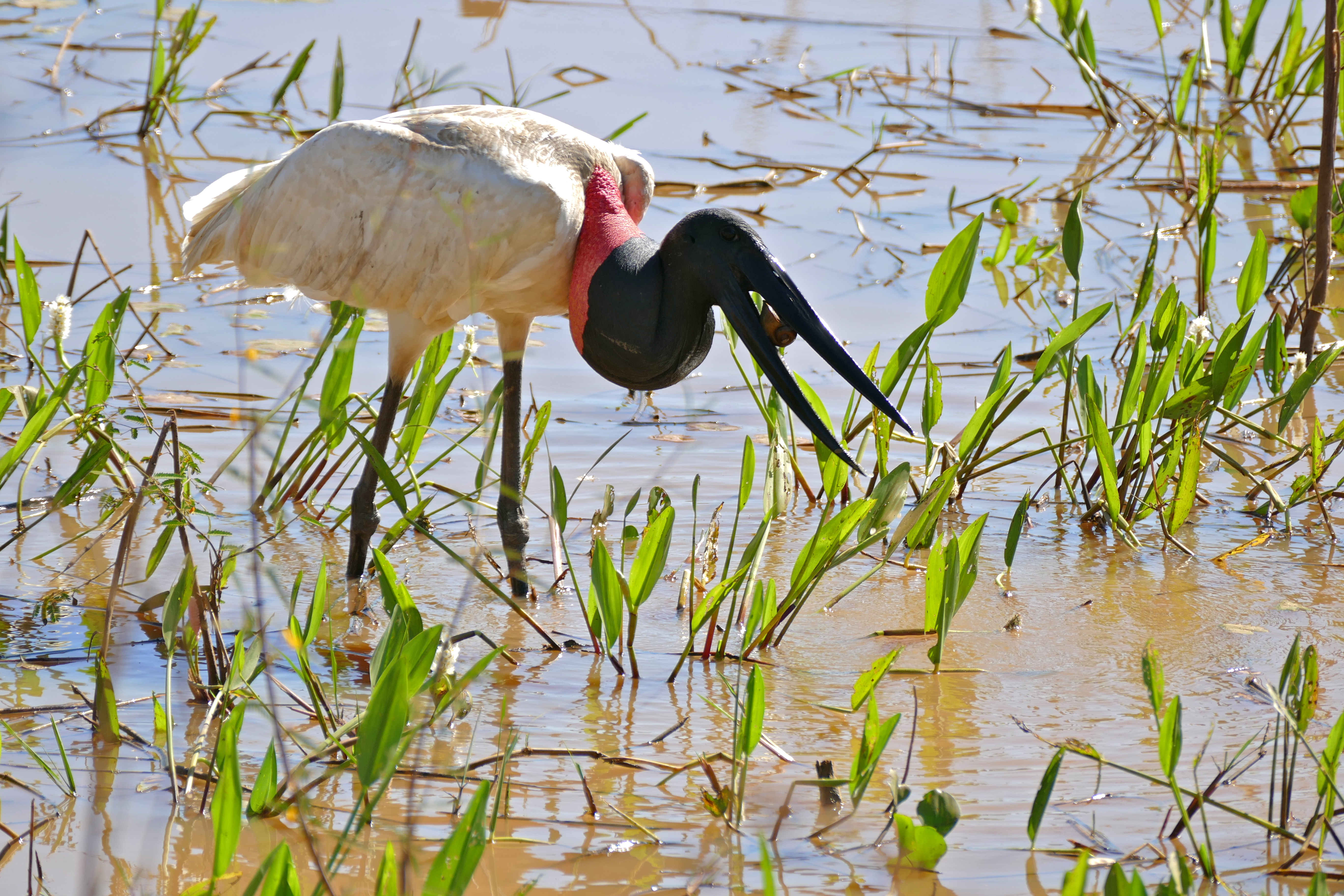
巻貝を食べる
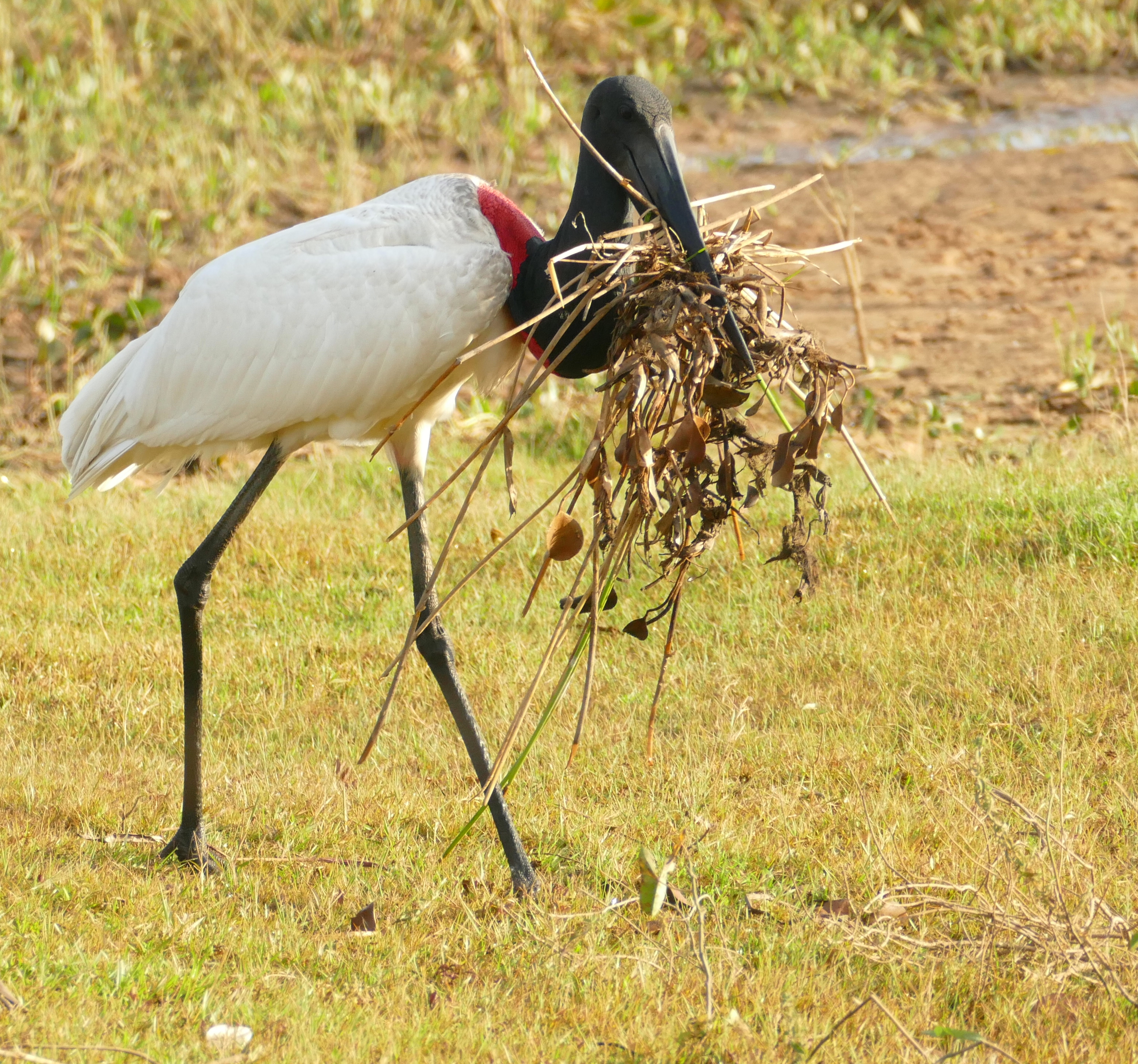
巣の材料を運ぶ
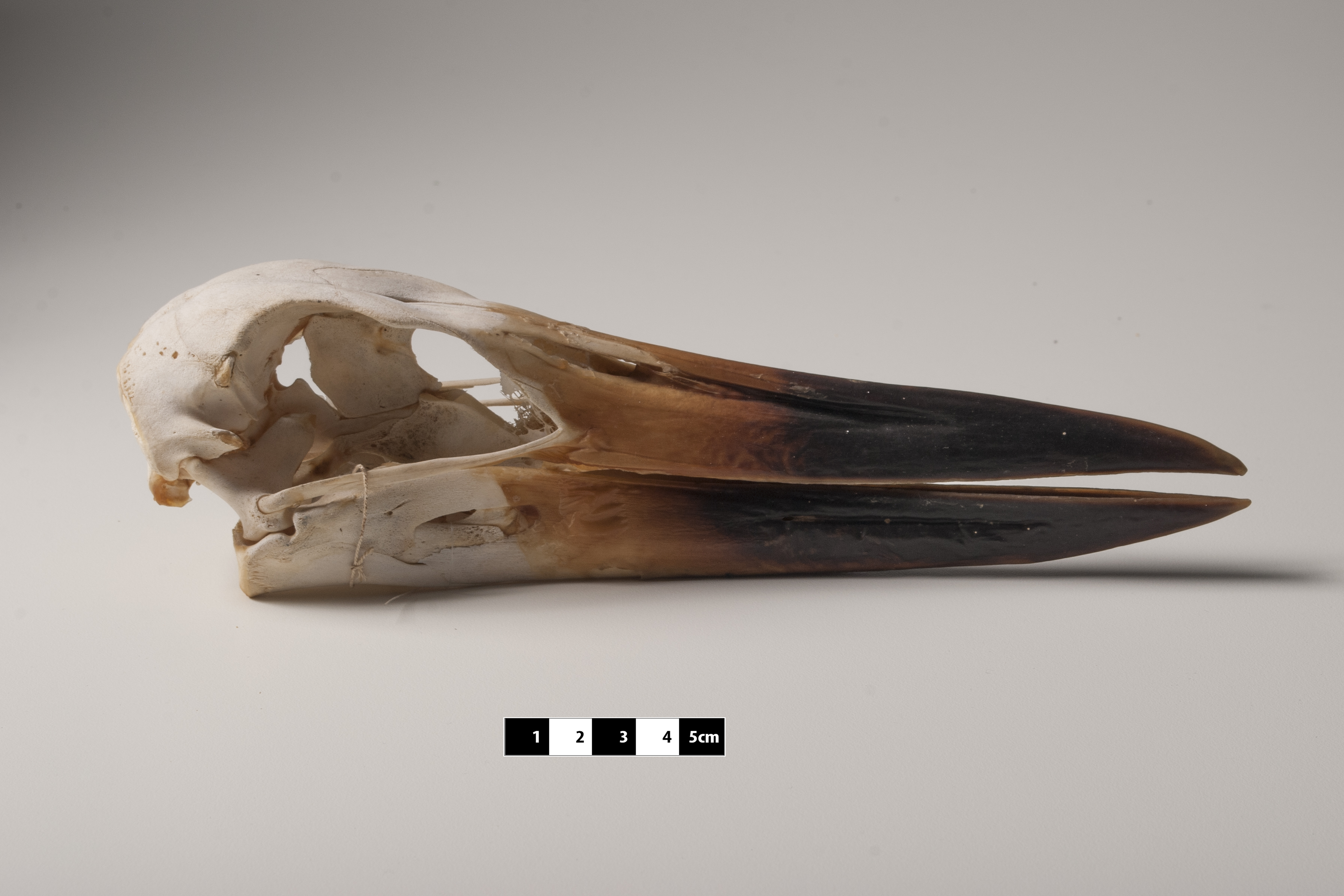
頭蓋骨